# Zalina Petrivskaya
Zalina Marghieva, coniugata Petrivskaya (in russo Залина Сослановна Маргиева?; Vladikavkaz, 5 febbraio 1988), è una martellista moldava.
È sorella dei martellisti Marina e Serghei.

## Biografia
Il 20 agosto 2009 viene trovata positiva ad un test antidoping allo stanozololo e al dehydrochloromethyltestosterone e squalificata 2 anni dalle competizioni dal 24 luglio 2013 al 23 luglio 2015.
In seguito alla squalifica ha subito l'annullamento dei risultati dalla data della positività.

## Palmarès
| Anno | Manifestazione    | Sede           | Evento              | Risultato | Misura  | Note  |
| ---- | ----------------- | -------------- | ------------------- | --------- | ------- | ----- |
| 2005 | Mondiali allievi  | Marrakech      | Lancio del martello | 7ª        | 54,00 m |       |
| 2006 | Mondiali juniores | Pechino        | Lancio del martello | 4ª        | 63,24 m |       |
| 2007 | Europei juniores  | Hengelo        | Lancio del martello | 5ª        | 61,27 m |       |
| 2008 | Giochi olimpici   | Pechino        | Lancio del martello | 37ª       | 64,20 m |       |
| 2009 | Universiadi       | Belgrado       | Lancio del martello | 8ª        | 67,05 m |       |
| 2009 | Europei under 23  | Kaunas         | Lancio del martello | Oro       | 67,67 m |       |
| 2009 | Mondiali          | Berlino        | Lancio del martello | dq        | dq      | [ 1 ] |
| 2010 | Europei           | Barcellona     | Lancio del martello | dq        | dq      | [ 2 ] |
| 2011 | Universiadi       | Shenzhen       | Lancio del martello | dq        | dq      | [ 3 ] |
| 2011 | Mondiali          | Taegu          | Lancio del martello | dq        | dq      | [ 4 ] |
| 2012 | Europei           | Helsinki       | Lancio del martello | dq        | dq      | [ 5 ] |
| 2012 | Giochi olimpici   | Londra         | Lancio del martello | dq        | dq      | [ 6 ] |
| 2013 | Universiadi       | Kazan'         | Lancio del martello | dq        | dq      | [ 7 ] |
| 2015 | Mondiali          | Pechino        | Lancio del martello | 8ª        | 72,38 m |       |
| 2016 | Europei           | Amsterdam      | Lancio del martello | 5ª        | 71,73 m |       |
| 2016 | Giochi olimpici   | Rio de Janeiro | Lancio del martello | 5ª        | 73,50 m |       |
| 2017 | Mondiali          | Londra         | Lancio del martello | 19ª (q)   | 67,05 m |       |
| 2018 | Europei           | Berlino        | Lancio del martello | 6ª        | 71,80 m |       |
| 2019 | Mondiali          | Doha           | Lancio del martello | 4ª        | 74,33 m |       |
| 2021 | Giochi olimpici   | Tokyo          | Lancio del martello | 17ª (q)   | 69,29 m |       |
| 2022 | Mondiali          | Eugene         | Lancio del martello | 17ª (q)   | 69,73 m |       |
| 2022 | Europei           | Monaco         | Lancio del martello | 16ª (q)   | 67,15 m |       |
| 2024 | Europei           | Roma           | Lancio del martello | 6ª        | 70,57 m |       |
| 2024 | Giochi olimpici   | Parigi         | Lancio del martello | 22ª (q)   | 67,84 m |       |